# Liste des titres musicaux numéro un en Autriche en 1995
Cette page liste les titres numéro un dans les meilleures ventes de disques en Autriche pour l'année 1995.

## Classement des singles
| №  | Date          | Artiste                 | Titre                              |
| -- | ------------- | ----------------------- | ---------------------------------- |
| 1  | 6 janvier     | The Kelly Family        | An Angel                           |
| 2  | 13 janvier    | The Kelly Family        | An Angel                           |
| 3  | 20 janvier    | The Kelly Family        | An Angel                           |
| 4  | 27 janvier    | Rednex                  | Old Pop in an Oak                  |
| 5  | 3 février     | Rednex                  | Old Pop in an Oak                  |
| 6  | 10 février    | Rednex                  | Old Pop in an Oak                  |
| 7  | 17 février    | Rednex                  | Old Pop in an Oak                  |
| 8  | 24 février    | Rednex                  | Old Pop in an Oak                  |
| 9  | 3 mars        | Rednex                  | Old Pop in an Oak                  |
| 10 | 10 mars       | Rednex                  | Old Pop in an Oak                  |
| 11 | 17 mars       | Rednex                  | Old Pop in an Oak                  |
| 12 | 24 mars       | Rednex                  | Old Pop in an Oak                  |
| 13 | 31 mars       | Rednex                  | Old Pop in an Oak                  |
| 14 | 7 avril       | Scatman John            | Scatman                            |
| 15 | 14 avril      | Scatman John            | Scatman                            |
| 16 | 21 avril      | Scatman John            | Scatman                            |
| 17 | 28 avril      | Scatman John            | Scatman                            |
| 18 | 5 mai         | Scatman John            | Scatman                            |
| 19 | 12 mai        | Scatman John            | Scatman                            |
| 20 | 19 mai        | Sin With Sebastian (de) | Shut Up (And Sleep with Me)        |
| 21 | 26 mai        | Sin With Sebastian (de) | Shut Up (And Sleep with Me)        |
| 22 | 2 juin        | Sin With Sebastian (de) | Shut Up (And Sleep with Me)        |
| 23 | 9 juin        | Sin With Sebastian (de) | Shut Up (And Sleep with Me)        |
| 24 | 16 juin       | Sin With Sebastian (de) | Shut Up (And Sleep with Me)        |
| 25 | 23 juin       | Sin With Sebastian (de) | Shut Up (And Sleep with Me)        |
| 26 | 30 juin       | Sin With Sebastian (de) | Shut Up (And Sleep with Me)        |
| 27 | 7 juillet     | Die Schröders           | Laß uns schmutzig Liebe machen     |
| 28 | 14 juillet    | Bryan Adams             | Have You Ever Really Loved a Woman |
| 29 | 21 juillet    | Rednex                  | Wish You Were Here                 |
| 30 | 28 juillet    | Rednex                  | Wish You Were Here                 |
| 31 | 4 août        | Rednex                  | Wish You Were Here                 |
| 32 | 11 août       | Rednex                  | Wish You Were Here                 |
| 33 | 18 août       | Rednex                  | Wish You Were Here                 |
| 34 | 25 août       | Rednex                  | Wish You Were Here                 |
| 35 | 1er septembre | Rednex                  | Wish You Were Here                 |
| 36 | 8 septembre   | Rednex                  | Wish You Were Here                 |
| 37 | 15 septembre  | Rednex                  | Wish You Were Here                 |
| 38 | 22 septembre  | Rednex                  | Wish You Were Here                 |
| 39 | 29 septembre  | Technohead              | I Wanna Be a Hippy                 |
| 40 | 6 octobre     | Technohead              | I Wanna Be a Hippy                 |
| 41 | 13 octobre    | Technohead              | I Wanna Be a Hippy                 |
| 42 | 20 octobre    | Technohead              | I Wanna Be a Hippy                 |
| 43 | 27 octobre    | Double Vision           | Knockin’                           |
| 44 | 3 novembre    | Double Vision           | Knockin’                           |
| 45 | 10 novembre   | Double Vision           | Knockin’                           |
| 46 | 17 novembre   | Double Vision           | Knockin’                           |
| 47 | 24 novembre   | Double Vision           | Knockin’                           |
| 48 | 1er décembre  | Double Vision           | Knockin’                           |
| 49 | 8 décembre    | Double Vision           | Knockin’                           |
| 50 | 15 décembre   | Coolio                  | Gangsta's Paradise                 |
| 51 | 22 décembre   | Coolio                  | Gangsta's Paradise                 |
| 52 | 29 décembre   | Coolio                  | Gangsta's Paradise                 |

## Classement des albums
| №  | Date          | Artiste           | Titre                                      |
| -- | ------------- | ----------------- | ------------------------------------------ |
| 1  | 6 janvier     | The Kelly Family  | Over the Hump                              |
| 2  | 13 janvier    | The Cranberries   | No Need to Argue                           |
| 3  | 20 janvier    | The Cranberries   | No Need to Argue                           |
| 4  | 27 janvier    | The Cranberries   | No Need to Argue                           |
| 5  | 3 février     | The Cranberries   | No Need to Argue                           |
| 6  | 10 février    | The Cranberries   | No Need to Argue                           |
| 7  | 17 février    | The Cranberries   | No Need to Argue                           |
| 8  | 24 février    | The Cranberries   | No Need to Argue                           |
| 9  | 3 mars        | The Kelly Family  | Over the Hump                              |
| 10 | 10 mars       | Bruce Springsteen | Greatest Hits                              |
| 11 | 17 mars       | Bruce Springsteen | Greatest Hits                              |
| 12 | 24 mars       | Bruce Springsteen | Greatest Hits                              |
| 13 | 31 mars       | Bruce Springsteen | Greatest Hits                              |
| 14 | 7 avril       | Bruce Springsteen | Greatest Hits                              |
| 15 | 14 avril      | Bruce Springsteen | Greatest Hits                              |
| 16 | 21 avril      | Vangelis          | 1492 : Christophe Colomb (bande originale) |
| 17 | 28 avril      | Vangelis          | 1492 : Christophe Colomb (bande originale) |
| 18 | 5 mai         | Wet Wet Wet       | Picture This                               |
| 19 | 12 mai        | Take That         | Nobody Else                                |
| 20 | 19 mai        | Take That         | Nobody Else                                |
| 21 | 26 mai        | Vangelis          | 1492 : Christophe Colomb (bande originale) |
| 22 | 2 juin        | Elton John        | Made in England                            |
| 23 | 9 juin        | Elton John        | Made in England                            |
| 24 | 16 juin       | Elton John        | Made in England                            |
| 25 | 23 juin       | Pink Floyd        | Pulse                                      |
| 26 | 30 juin       | Bon Jovi          | These Days                                 |
| 27 | 7 juillet     | Bon Jovi          | These Days                                 |
| 28 | 14 juillet    | Bon Jovi          | These Days                                 |
| 29 | 21 juillet    | Bon Jovi          | These Days                                 |
| 30 | 28 juillet    | Bon Jovi          | These Days                                 |
| 31 | 4 août        | Die Schlümpfe     | Tekkno Is Cool 1                           |
| 32 | 11 août       | Die Schlümpfe     | Tekkno Is Cool 1                           |
| 33 | 18 août       | Die Doofen        | Lieder, die die Welt nicht braucht         |
| 34 | 25 août       | Die Schlümpfe     | Tekkno Is Cool 1                           |
| 35 | 1er septembre | Die Schlümpfe     | Tekkno Is Cool 1                           |
| 36 | 8 septembre   | Die Schlümpfe     | Tekkno Is Cool 1                           |
| 37 | 15 septembre  | Die Schlümpfe     | Tekkno Is Cool 1                           |
| 38 | 22 septembre  | S.T.S.            | Zeit                                       |
| 39 | 29 septembre  | S.T.S.            | Zeit                                       |
| 40 | 6 octobre     | S.T.S.            | Zeit                                       |
| 41 | 13 octobre    | S.T.S.            | Zeit                                       |
| 42 | 20 octobre    | Simply Red        | Life                                       |
| 43 | 27 octobre    | Simply Red        | Life                                       |
| 44 | 3 novembre    | Simply Red        | Life                                       |
| 45 | 10 novembre   | Die Schlümpfe     | Tekkno Is Cool 2                           |
| 46 | 17 novembre   | Queen             | Made in Heaven                             |
| 47 | 24 novembre   | Queen             | Made in Heaven                             |
| 48 | 1er décembre  | Queen             | Made in Heaven                             |
| 49 | 8 décembre    | Queen             | Made in Heaven                             |
| 50 | 15 décembre   | Queen             | Made in Heaven                             |
| 51 | 22 décembre   | The Kelly Family  | Christmas for All                          |
| 52 | 29 décembre   | The Kelly Family  | Christmas for All                          |